# Pyrestes minima
Pyrestes minima là một loài bọ cánh cứng trong họ Cerambycidae.